# Miloš Teodosić
Miloš Teodosić, född 19 mars 1987 i Valjevo, är en serbisk basketspelare. Han blev olympisk silvermedaljör i basket vid sommarspelen 2016 i Rio de Janeiro.